# ロキ古細菌
ロキ古細菌門（ロキアーキオータ門、Lokiarchaeota）は、2015年に提唱された古細菌の候補門である。系統解析では真核生物に近接し、膜の複雑化を支える遺伝子を多数持つ。おおよそ20億年前に、この系統から真核生物が派生したとする説がある。
2010年に北極海のガッケル海嶺にあるロキの城と呼ばれる熱水噴出口の付近から採取された。発見場所にちなんで"ロキ"古細菌と名付けられたが、これに倣ってアスガルド系統の古細菌には北欧神話の神の名前が付けられるようになった。培養には成功していないものの、メタゲノム解析により5,381の遺伝子を含む5.1Mbp（全体の92%）のゲノムが再構築された。この中には真核生物様の遺伝子が175程度含まれており、他のエオサイトにも含まれるアクチン様タンパクに加え、低分子量GTPアーゼやESCRTシリーズ（ESCRT I, II, III）、ゲルゾリン、BAR/IMDスーパーファミリーを始めとした細胞骨格や細胞変形、小胞輸送制御に必要な遺伝子が多数含まれる。また、ユビキチン-プロテアソーム系遺伝子も持つ。特にプロフィリンは、ウサギアクチンと相互作用を起こすことができると報告されている。
生態は不明だが、"Lokiarchaeum" sp. GC14_75のゲノム情報から嫌気性の水素依存性生物と予想されている。
2017年にはロキ古細菌と近縁な古細菌がいくつか報告されており、この中にはロキ古細菌よりも更に真核生物に近いと考えられるヘイムダル古細菌や、チューブリンを持つとされるオーディン古細菌も報告されている。真核生物に近いこれらの系統を総称してアスガルド古細菌と呼ばれる。この解析では、アスガルド古細菌はTACK系統の内部系統ではなく、姉妹群という。
2019年にはメタゲノムアセンブルゲノム（MAG）を再構築して６種のゲノムが同定されており、それぞれのゲノムサイズは3.4 - 4.5Mbpの範囲にあることが判明していた。2020年には、この門に属すと思われる"Candidatus Prometheoarchaeum syntrophicum"の培養が報告され、ゲノムサイズは4.4Mbpであることが判明している。また、2022年には2つめの培養例が報告され、Candidatus Lokiarchaeum ossiferumと命名された。